# Karl Felderer
Karl Felderer (Magrè sulla Strada del Vino, 17 maggio 1895 – Bolzano, 3 marzo 1989) è stato un paroliere italiano.

## Biografia
Nel 1926, durante la repressione dei sudtirolesi od altoatesini di lingua tedesca da parte del fascismo, Felderer scrisse il "Canto degli alpinisti bolzanini" o "Bozner Bergsteigerlied" ("Il mondo è così grande ed ampio ...", letteralmente: "Wohl ist die Welt so groß und weit...), che ha guadagnato grande popolarità nei decenni successivi.
Nel 1938 Felderer, sempre più vicino alle posizioni del nazismo tedesco, omaggiò l'Anschluss in una poesia dal titolo März 1938.
Nel 1940, nel contesto delle opzioni in Alto Adige, si schierò apertamente per il "ritorno nel Reich" dei sudtirolesi germanofoni, pubblicando una poesia dai contenuti inequivocabili ("Più forte fu la fedeltà alla Germania ... Addio, mio Sudtirolo"). 
La maggior parte del tempo, soprattutto negli ultimi anni della sua vita, Felderer ha vissuto a Bolzano. La sua casa in via Brennero è stata demolita agli inizi del XXI secolo.

## Autore delSüdtirollied
È l'autore de "Il Canto del Sud Tirolo" (Das Südtirollied), meglio noto come "Canto degli alpinisti bolzanini" (Bozner Bergsteigerlied). 
Il testo, formato da sette strofe associate allo stesso ritornello, fu scritto da Karl Felderer nel 1926, su melodia di un vecchio artigiano tirolese. Nella pensione Weber a Moso di Renon, dove Felderer scrisse la canzone, è stata applicata una targa commemorativa dell'evento.
Tradizionalmente, quando il brano è preceduto da un'introduzione strumentale, prende il nome di "Marcia degli alpinisti bolzanini" (Bozner Bergsteigermarsch).

## Opere
- Das Bozner Bergsteiger-Lied. Wagner, Innsbruck 1946.
- Blumenmärchen Seiseralm. Schlüsselverlag, Innsbruck 1952.
- Aus dem Lande der Dolomiten. Das Bozner Bergsteigerlied – Bozner Bergsteigergschichten. Selbstverlag, o. J.
- Ernstes und Heiteres aus großer Zeit. Selbstverlag, 1979.